# Saint-Ouen-la-Rouërie
Pour les articles homonymes, voir Saint-Ouen.
Saint-Ouen-la-Rouërie est une ancienne commune française située dans le département d'Ille-et-Vilaine en région Bretagne, peuplée de 824 habitants. Le 1er janvier 2019, elle a fusionné avec Antrain, La Fontenelle et Tremblay pour former la commune de Val-Couesnon.

## Géographie
Saint-Ouen-la-Rouërie est située à 47 km au nord-est de Rennes et à 21 km au sud du mont Saint-Michel dans le pays de Fougères, en bordure de la Normandie.

### Communes limitrophes
|                        | Sacey (Manche)          | Montanel (Saint-James) (Manche) |
| Antrain (Val-Couesnon) | Saint-Ouen-la-Rouërie   | Coglès (Les Portes du Coglais)  |
|                        | Tremblay (Val-Couesnon) |                                 |

Les communes limitrophes sont Sacey, Montanel dans le département de la Manche et Coglès, Tremblay, Antrain en Ille-et-Vilaine.

## Toponymie
Le nom de la localité est attesté sous les formes Ecclesia de Revocaria en 1066, Sanctus Audoenus de Ravoreia en 1197, Sainct Ouan de Roeria en 1516, Saint Oüen de la Roirie en 1731, Saint-Ouin la Roirie en 1779.
Durant la Révolution, la commune porte le nom de Ouen-la-Montagne. En 1961, le nom officiel de la commune a été modifié de Saint-Ouen-de-la-Rouërie en Saint-Ouen-la-Rouërie.

## Histoire

### LeXXesiècle

#### La Première Guerre mondiale
Le monument aux morts de Saint-Ouen-la-Rouërie porte les noms de 73 soldats morts pour la France pendant la Première Guerre mondiale.
Amand Bindel, soldat au 2e régiment d'infanterie, fut fusillé pour l'exemple le 30 novembre 1914 à Sainte-Catherine (Pas-de-Calais) pour « abandon de poste ».

#### La Seconde Guerre mondiale
Le monument aux morts de Saint-Ouen-la-Rouërie porte les noms de six personnes mortes pour la France pendant la Seconde Guerre mondiale.

#### L'après-guerre
Le lieutenant Henri Langlois est mort pour la France en août 1952 pendant la guerre d'Indochine.

### LeXXIesiècle
Le 1er janvier 2019, la commune fusionne avec Antrain, La Fontenelle et Tremblay pour former la commune nouvelle de Val-Couesnon.

## Politique et administration

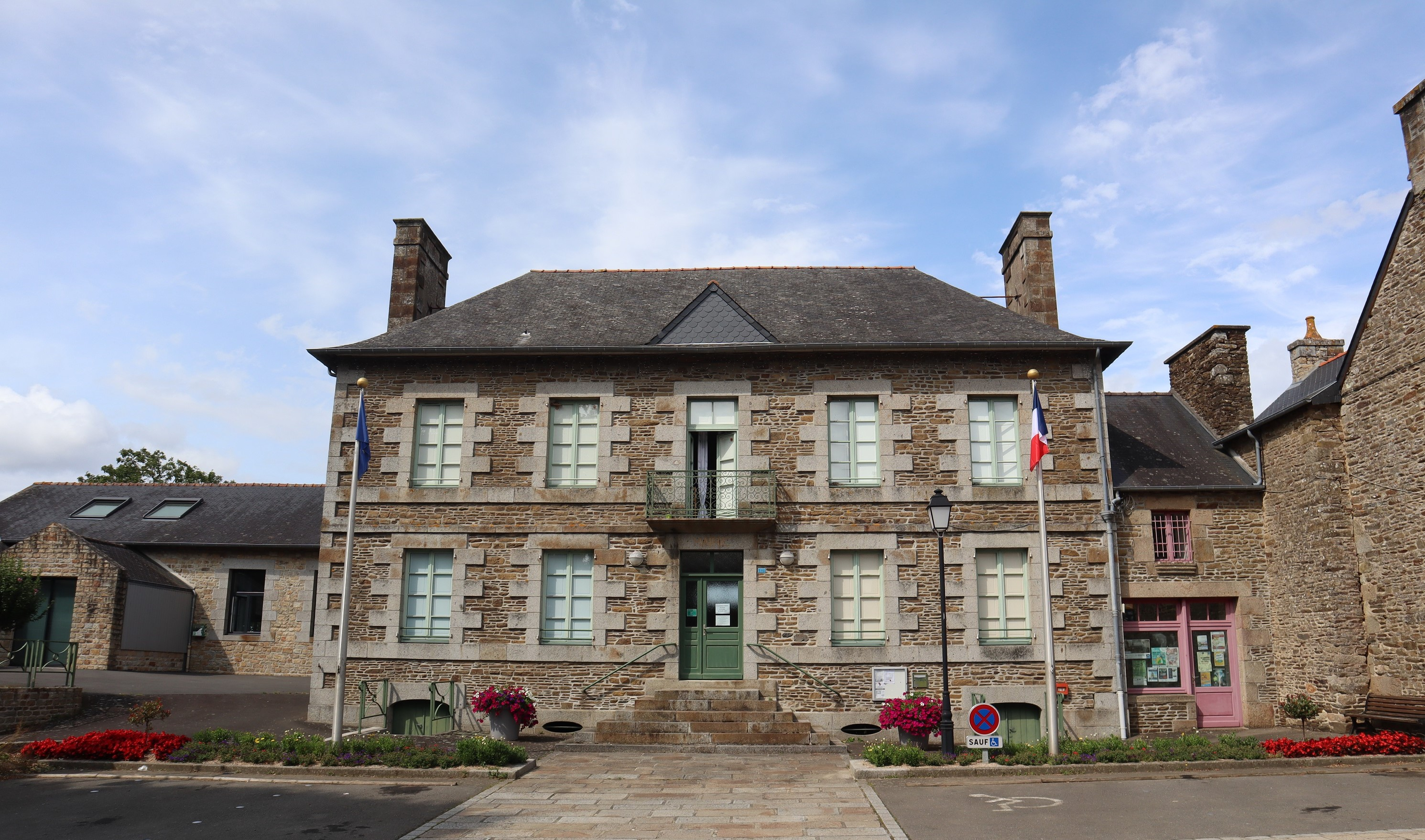
La mairie.

| Période                                  | Période       | Identité         | Étiquette | Qualité                                                                                      |
| ---------------------------------------- | ------------- | ---------------- | --------- | -------------------------------------------------------------------------------------------- |
| 1889                                     | 1934          | Aimé Barbier     |           |                                                                                              |
| février 1935                             | 1953          | Jules Porcher    |           |                                                                                              |
| 1954                                     | mars 1965     | Louis Juhel      |           |                                                                                              |
| mars 1965                                | mars 1989     | Pierre Porcher   |           | Retraité                                                                                     |
| mars 1989                                | juin 1995     | Eugène Berthelot |           | Chef d'entreprise                                                                            |
| juin 1995                                | décembre 2018 | Claude Guérin    | DVD       | Agriculteur retraité, président de la communauté de communes du canton d'Antrain (2008-2014) |
| Les données manquantes sont à compléter. |               |                  |           |                                                                                              |

## Démographie
En 2021, la commune comptait 824 habitants. Depuis 2004, les enquêtes de recensement dans les communes de moins de 10 000 habitants ont lieu tous les cinq ans (en 2005, 2010, 2015, etc. pour Saint-Ouen-la-Rouërie) et les chiffres de population municipale légale des autres années sont des estimations.
| 1793  | 1800  | 1806  | 1821  | 1831  | 1836  | 1841  | 1846  | 1851  |
| ----- | ----- | ----- | ----- | ----- | ----- | ----- | ----- | ----- |
| 1 972 | 1 743 | 1 663 | 1 500 | 2 076 | 2 106 | 2 053 | 2 105 | 2 152 |

| 1856  | 1861  | 1866  | 1872  | 1876  | 1881  | 1886  | 1891  | 1896  |
| ----- | ----- | ----- | ----- | ----- | ----- | ----- | ----- | ----- |
| 2 082 | 2 102 | 2 020 | 1 973 | 1 933 | 1 903 | 1 828 | 1 837 | 1 670 |

| 1901  | 1906  | 1911  | 1921  | 1926  | 1931  | 1936  | 1946  | 1954  |
| ----- | ----- | ----- | ----- | ----- | ----- | ----- | ----- | ----- |
| 1 630 | 1 634 | 1 579 | 1 310 | 1 306 | 1 397 | 1 350 | 1 276 | 1 247 |

| 1962  | 1968  | 1975 | 1982 | 1990 | 1999 | 2005 | 2010 | 2015 |
| ----- | ----- | ---- | ---- | ---- | ---- | ---- | ---- | ---- |
| 1 186 | 1 046 | 950  | 836  | 783  | 751  | 786  | 792  | 822  |

| 2018 | - | - | - | - | - | - | - | - |
| ---- | - | - | - | - | - | - | - | - |
| 834  | - | - | - | - | - | - | - | - |

## Lieux et monuments
- Château de la Rouërie, XVIIe et XVIIIe siècles.
- Château des Blosses, XIXe siècle.
- Église Saint-Ouen (1881-1888), de style néo-gothique.
- Fontaine à Guillaume.
- Manoir du Beauchais.

L'église paroissiale Saint-Ouen.
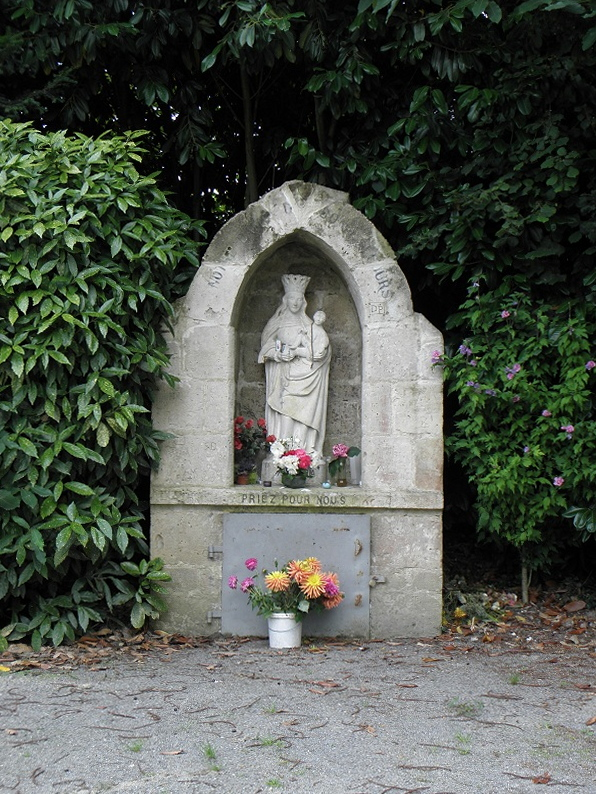
La fontaine à Guillaume.
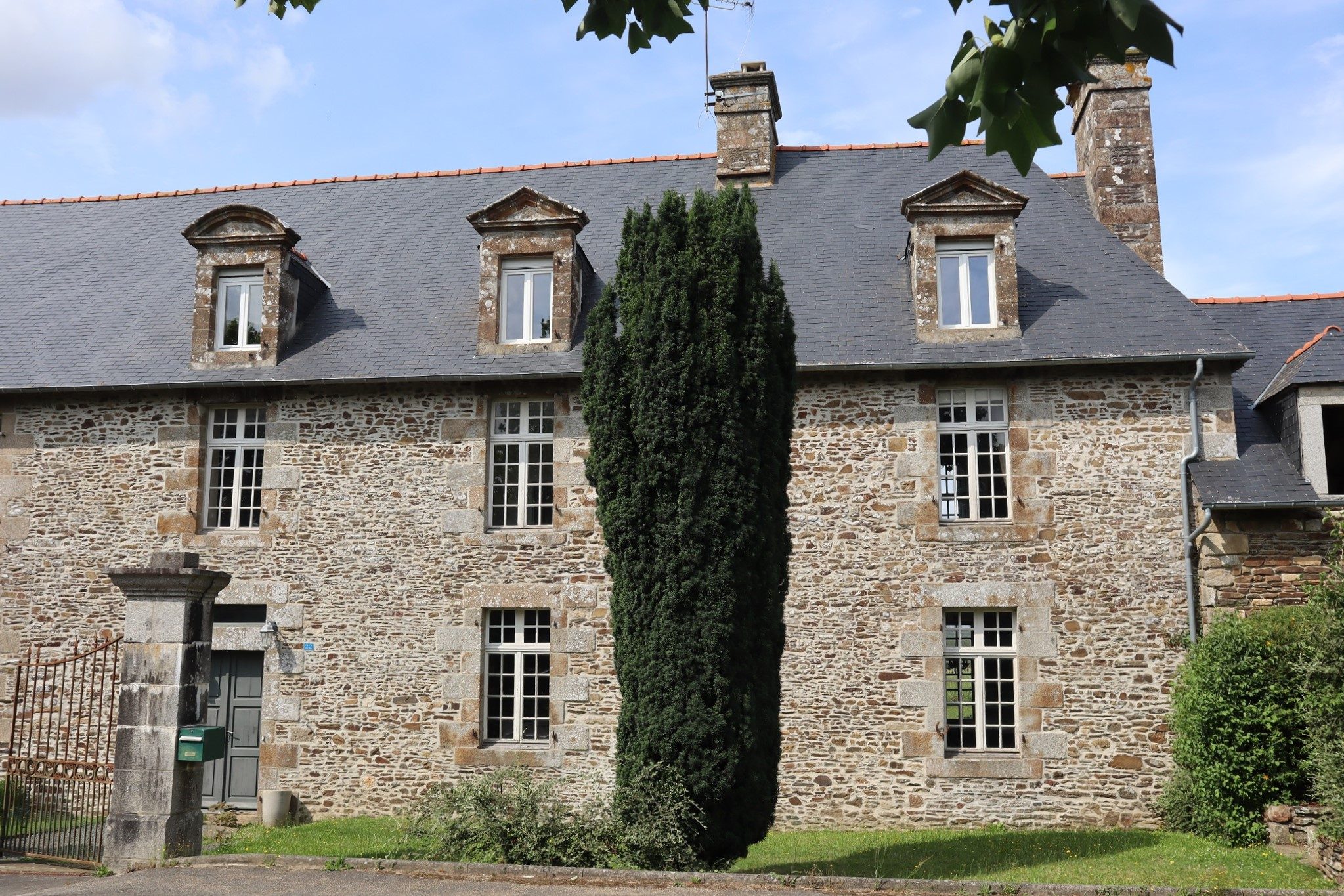
Le manoir du Beauchais.

## Personnalités liées à la commune
- Armand Tuffin de La Rouërie (1751 - 1793), héros de la Guerre d'indépendance des États-Unis et chef chouan.